# Cameron Parish
Cameron Parish (franska: Paroisse de Cameron) är ett administrativt område, parish, i delstaten Louisiana, USA. År 2010 hade området 6 839 invånare. Den administrativa huvudorten är Cameron.

## Geografi
Enligt United States Census Bureau har countyt en total area på 5 003 km². 3 401 av den arean är land och 1 602 km² är vatten.

### Angränsande områden
- Calcasieu Parish - nordväst
- Jefferson Davis Parish - nordost
- Vermilion Parish - öster
- Mexikanska golfen - söder
- Jefferson County, Texas - sydväst
- Orange County, Texas - väster